# ガイ・クルセヴェク
ガイ・クルセヴェク（Guy Klucevsek、1947年2月26日 - 2025年5月22日）は、アメリカのアコーディオン奏者にして作曲家。クルセヴェクは、ニューミュージック、ジャズ、フリー・インプロヴィゼーションといった音楽に積極的な、数少ないアコーディオン奏者の一人である。
クルセヴェクはニューヨークで生まれ、ペンシルベニア州ピッツバーグの郊外で育った。リーダーまたは共同リーダーとして20枚以上のアルバムをリリースし、デイヴ・ダグラス、ジョン・ゾーン、ビル・フリゼール、ローリー・アンダーソンなどとレコーディングや演奏を行ってきた。彼はまた国際的なグループ、アコーディオン・トライブ（Accordion Tribe）の創設メンバーのひとりでもある。
2010年、クルセヴェクは、米国芸術家フェロー賞を受賞した。
2025年5月22日、スタテン島の自宅で神経内分泌腫瘍により死去。78歳没。

## ディスコグラフィ

### ソロおよびリーダー・アルバム
- Blue Window (1986年)
- Sounding/Way (1986年) ※with Pauline Oliveros
- Scenes from a Mirage (1987年)
- 『ポルカ・ドッツ&レーザー・ビームス』 - Polka Dots & Laser Beams (1991年) ※with ポルカしかないぜバンド
- 『?フー・ストール・ザ・ポルカ?』 - Who Stole the Polka? (1991年) ※with ポルカしかないぜバンド
- Flying Vegetables of the Apocalypse (1991年)
- Manhattan Cascade (1992年)
- Transylvanian Softwear (1994年)
- Citrus, My Love (1995年) ※with The Bantam Orchestra
- Stolen Memories (1996年) ※with The Bantam Orchestra
- 『変わりゆく風景 ～バカラックからケージまで 亜米利加音楽いろいろ～』 - Altered Landscapes (1998年)
- Free Range Accordion (2000年)
- 『アコーダンス』 - Accordance (2000年) ※with アラン・バーン
- 『ザ・ハート・オブ・ジ・アンデス』 - The Heart of the Andes (2002年)
- Tales from the Cryptic (2003年) ※with フィリップ・ジョンストン
- 『ザ・ウェル・タンパード・アコーディオン』 - The Well-Tampered Accordion (2004年)
- Notefalls (2007年) ※with アラン・バーン
- Song of Remembrance (2007年)
- Dancing on the Volcano (2009年)
- The Multiple Personality Reunion Tour (2012年)
- Teetering on the Verge of Normalcy (2016年)

### アコーディオン・トライブ
- Accordion Tribe (1997年)
- Sea of Reeds (2002年)
- Lunghorn Twist (2006年)

### ローリー・アンダーソン
- 『ブライト・レッド』 - Bright Red (1992年)

### アンソニー・ブラクストン
- 4 (Ensemble) Compositions 1992 (1993年)

### デイヴ・ダグラス
- 『チャームズ・オブ・ザ・ナイト・スカイ』 - Charms of the Night Sky (1998年)
- 『サウザンド・イヴニングス』 - A Thousand Evenings (2000年)
- El Trilogy (2001年)

### ビル・フリゼール
- 『ハヴ・ア・リトル・フェイス』 - Have a Little Faith (1992年)

### フレッド・フリス
- Stone, Brick, Glass, Wood, Wire (1999年)

### ジョン・ゾーン
- 『復讐のガンマン〜エンニオ・モリコーネ作品集』 - The Big Gundown (1985年)
- 『コブラ』 - Cobra (1987年)
- Filmworks III: 1990–1995 (1995年)